# 카렐 차페크
카렐 차페크(체코어: Karel Čapek, 듣기 (도움말·정보), 1890년 1월 9일 - 1938년 12월 25일)는 극작가, 각본가, 수필가, 출판업자, 비평가 등 다양한 활동을 한 체코의 작가이다.
여러 활동을 하였지만 소설 도롱뇽과의 전쟁(War with the Newts)과 로봇이라는 단어를 최초로 도입한 희곡 R.U.R.(Rossum's Universal Robots)를 통해 SF작가로 가장 잘 알려져 있다.
아서 밀러는 1990년에 다음과 같이 썼다:
"나는 내가 오래 전 1930년대에 대학생이었을 때 카렐 차페크를 읽었다. 그와 같은 작가는 없었다... 초현실주의적인 유머와 매우 날선 사회 풍자가 혼합(독특한 조합이었다)된 예언적인 확신... 그를 읽는 것은 큰 즐거움이다"
주로 SF 작품으로 알려져 있지만, 차페크는 당시의 사회 혼란을 다루는 정치적인 저술들도 여럿 남겼다. 표현의 자유를 위한 운동을 펼쳤으며 유럽의 파시즘의 등장을 극도로 경멸하였다. 그는 나치 독일이 체코슬로바키아를 병합하기 전에 사망하였는데 그의 때이른 죽음(자연사였다)이 아니었다면 그는 게슈타포에 적발되어 처형되었을 것이다. 제2차 세계 대전의 여파로 인해 그의 문학인으로서의 위상은 확고해졌다.

## 일대기
카렐 차페크는 오스트리아-헝가리 제국(현재는 체코 공화국)의 말레 스바토뇨비체(Malé Svatoňovice)에서 출생하였으며 그로부터 얼마 되지 않아 우피체(Úpice)로 옮겨갔다. 흐라데쯔 크랄로베(Hradec Králové)에서 김나지움에 다니던 도중 반오스트리아 모임을 조직했다는 것이 드러난 후 브르노(Brno)로 학교를 옮겨야만 했다. 1915년에 프라하에서 철학 학부를 마친 후 베를린과 파리에서 철학을 공부했다.
병이 있었기 때문에 징집되지 않았고 제1차 세계 대전에 참여하지 않아도 되었지만 전쟁은 그에게 큰 영향을 주었다. 학업을 마친 후에 짧은 기간 저명한 가문에서 가정 교사를 하다가 곧 언론계에 투신했다. 몇몇 잡지의 편집인으로 일했다.
1921년부터 1923년까지 비노흐라드 극장(Vinohradské divadlo)의 극작가로, 1925년부터 1933년까지 체코슬로바키아 펜클럽 회장으로 활동했다.

## 작품 세계
그의 작품의 일부는 형 요세프(Josef)과의 합작으로 이루어졌는데 가장 잘 알려진 작품은 <R.U.R>(Rossum's Universal Robots)과 <곤충희극>(1921)이다. <R.U.R>은 유토피아적인 희곡으로서, 로봇을 등장시켜 로봇이란 말을 최초로 세상에 알려준 것으로 유명하다. 여기서 로봇은 현대 기술 문명의 비인간화 위협을 상징한 것으로 독일의 표현주의 연극에서 영향을 받았다.
로봇은 권력을 잡고 인간을 말살한다. 그러나 로봇은 생식이 불가능하였는데, 기적이 일어나서 두 로봇이 사랑을 하게 된다는 이야기로, 기계문명의 위협 속에서도 인간은 살아남을 것이라는 낙관적 결론을 내리고 있다. <곤충희극> 역시 같은 주제를 다룬 것으로 곤충의 탈을 쓴 인간성을 아이러니컬하게 묘사하고 있다. 그외에 장수(長壽)의 욕망을 다룬 <마크로폴로스 비밀>과 <R.U.R>의 속편으로 로봇이 파괴해 놓은 세계를 제거하는 인간을 그린 <창조자 아담>(1927), 최후 작품으로 독재정치와 전쟁의 참화를 다룬 <어머니>(1938)가 있다.

## 학력
- 오스트리아-헝가리 제국 프라하 카렐 대학교 철학과 졸업
- 독일 베를린 훔볼트 대학교 대학원 졸업 (철학석사)
- 프랑스 파리 대학교 대학원 졸업 (철학석사)

## 로봇의 어원
그는 오늘날 전 세계적으로 널리 사용되고 있는 '로봇(robot)'이라는 말을 만들어 낸 것으로도 유명하다. 이 단어는 1920년에 발표된 R.U.R. (Rossum's Universal Robots)에서 처음 사용되었다. 실제로 이 단어를 처음 생각해 낸 사람은 카렐 차페크의 형인 요세프 차페크(Josef Čapek)이다. 카렐 차페크는 『옥스퍼드 영어 사전』의 어원 담당자에게 짤막한 서신을 보내 요세프가 신조어를 만든 장본인이라고 직접 보고했다.
로봇(robot)이라는 말은 단어 자체로 '노예', 비유적으로 '고된 일'을 뜻하는 체코어와 슬로바키아어 로보타(robota)에서 온 말이다. 이 단어의 어원은 고 교회 슬로바키아어 라보타(rabota →노예 상태, 현대 러시아어로 '노동')이며, 이는 인도-유럽어족 어원 orbh-에서 유래하였다. 아르바이트(독일어: Arbeit →일, 노동)와 같은 어원이다.

## 작품 목록

### 소설
- 『절대성의 공장』(1922년)
- 『호르두발』(1933년) ― 차페크 소설 3부작

지만지(2010) 권재일 옮김｜ISBN 978-89-6406-646-1
- 『별똥별』(1934년) ― 차페크 소설 3부작
- 『평범한 인생』(1934년) ― 차페크 소설 3부작
- 『크라카티트』(1924년)
- 『도롱뇽과의 전쟁Valka Mloky』(1936년)

열린책들(2010) 김선형 옮김｜ISBN 978-89-329-1061-1
- 『작곡가 폴틴의 삶과 작품』(1939년) ― 미완성 소설
- 『그리스도의 십자가』― 단편집
- 『고통스러운 이야기들』― 단편집
- 『왼쪽 호주머니에서 나온 이야기』― 2부작 단편집
- 『오른쪽 호주머니에서 나온 이야기』― 2부작 단편집

### 희곡
- 『R.U.R. ― Rossum's Universal Robots』(1920년)

리젬(2010) 조현진 옮김｜ISBN 978-89-92826-43-3
- 『강도』(1920년)
- 『곤충의 생활』(1921년) ― 요세프 차페크와 공저
- 『사랑이라는 숙명적 게임』(1922년) ― 요세프 차페크와 공저
- 『마크로풀로스의 비밀』(1922년)

『곤충극장』열린책들(2012) 김선형 옮김｜ISBN 978-89-329-1204-2
- 『창조자 아담』(1927년)
- 『어머니』(1938년)

### 동화
- 『아홉 편의 동화: 그리고 또 하나의 이야기』(1932년)
- 『다셰니카: 어느 강아지의 일대기』(1933년)

### 에세이집
- 『어휘 비판』(1920년)
- 『빛나는 심연 외(外)』(1916년) ― 요세프 차페크와 공저
- 『정원가의 열두 달』(1929년)
- 『마르시아스: 혹은 문학의 언저리에서』(1931년)
- 『북유럽 여행기』(1936년)
- 『나는 개와 고양이를 길렀다』(1939년) ― 요세프 차페크와 공저

### 칼럼집
- 『달력』(1940년)
- 『사람들에 대하여』(1940년)
- 『나뭇가지와 월계수』(1947년)
- 『칼럼의 영역』(1957년)

### 시집
- 『정열의 춤』(1946)

### 서한집
- 『이탈리아에서 보낸 편지들』(1923년)
- 『영국에서 보낸 편지들』(1924년)
- 『스페인 여행』(1930년)
- 『네덜란드 풍경』(1932년)
- 『올가에게 보낸 편지』(1971년)
- 『아니엘카에게 보낸 편지』(1978년)
- 『서랍장에서 나온 편지』(1980년)

### 인터뷰집
- 『T.G. 마사리크와의 대화 1: 젊음의 시대』(1928년)
- 『T.G. 마사리크와의 대화 2: 인고의 세월』(1931년)
- 『T.G. 마사리크와의 대화 3: 삶에 대한 숙고』(1934년)

### 우화 및 소품집
- 『출처가 수상쩍은 이야기들』(1932년)
- 『우화, 그리고 짧은 글』(1946년)
- 『카렐 차페크 일곱 편의 풍자시』(1946년)
- 『요세프 호로우시카 스캔들』(1977년) ― 풍자 2부작
- 『코웁카 편집장의 위대한 꿈』― 풍자 2부작

### 문예 소품집
- 『사사로운 것들』(1925년)
- 『집에서 찍은 사진』(1953년)
- 『우리를 둘러싼 것들』(1954년)

### 비평집
- 『창조에 관한 비망록』(1959년)
- 『요나단을 위한 자리!』(1970년) ― 문화 비평 에세이집
- 『테이블 아래 시간의 부스러기』(1975년)평집

### 모음집
- 『둑에서 바라본 나날들의 흐름』(1966년) ― 잡지 기사 모읍집
- 『영화 대본』(1988년) ― 영화 단상 모음집